# هوهن شپرنتس
هوهن شپرنتس (به آلمانی: Hohen Sprenz) یک شهر در آلمان است که در Rostock District واقع شده‌است. هوهن شپرنتس  ۵۱۴ نفر جمعیت دارد.